# Johanneskreuz (Gürzenich)

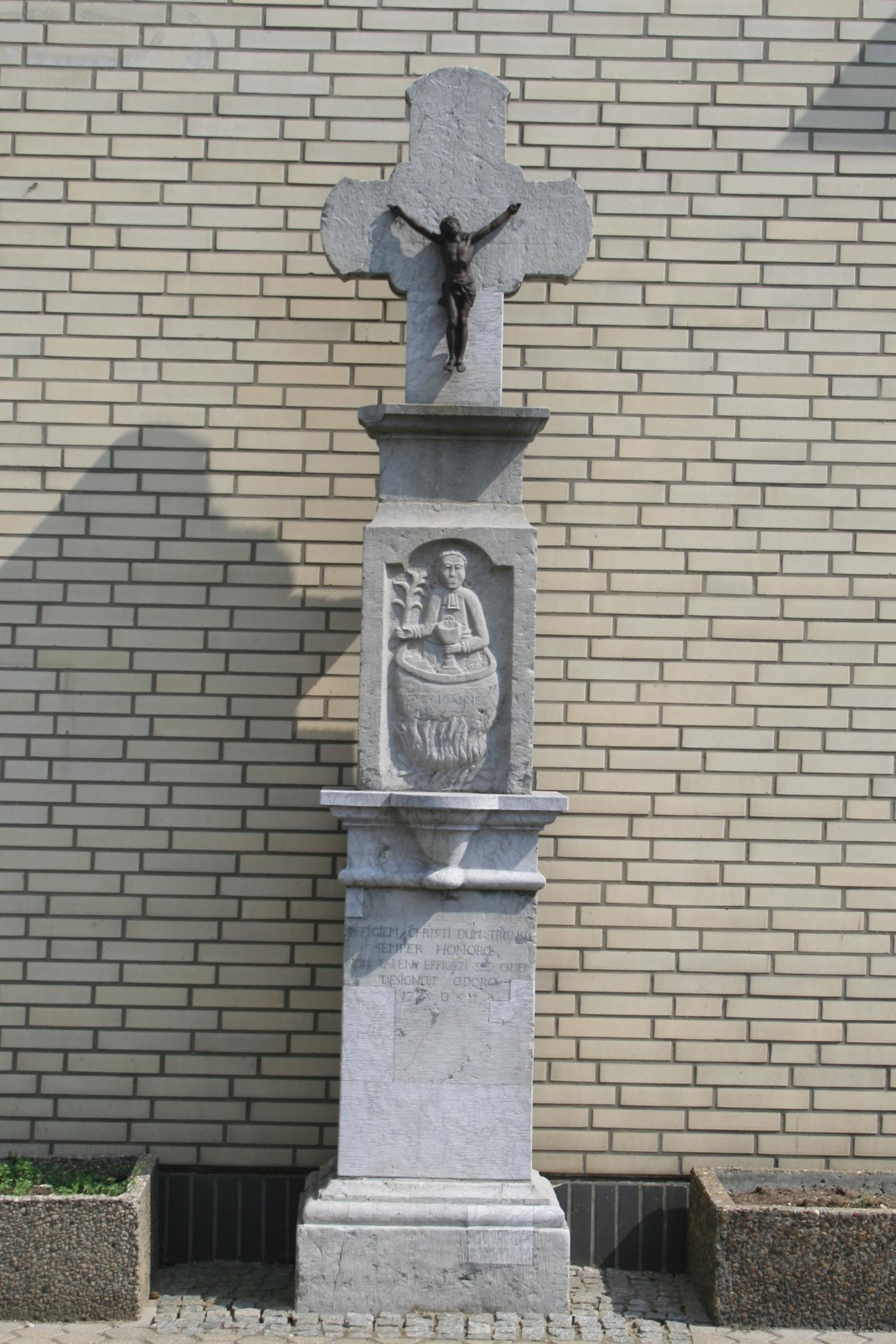

Das Johanneskreuz steht im Dürener Stadtteil Gürzenich in Nordrhein-Westfalen an der Ecke Gürzenicher Straße/Valencienner Straße. 
Das Wegekreuz ist inschriftlich datiert auf das Jahr 1769. 
Das ca. zwei Meter hohe restaurierte Wegekreuz besteht aus einem Sockel und zweifach gestuften Kreuzpfeilern aus Blaustein. Die Johannesdarstellung ist als Flachrelief ausgearbeitet. Auf dem Kreuz hängt ein neuerer gusseiserner Korpus.
Das Bauwerk ist unter Nr. 6/008 in die Denkmalliste der Stadt Düren eingetragen.
Auf der zwischen 1801 und 1828 unter Jean Joseph Tranchot durchgeführten Topographische Aufnahme der Rheinlande ist dieses Wegekreuz als Roltsdorf Kreutz eingezeichnet.